# میکا ریچاردز
میکا ریچاردز (به انگلیسی: Micah Lincoln Richards) (زاده ۲۴ ژوئن ۱۹۸۸) در انگلستان است.
وی ۱۳ بازی ملی در کارنامه دارد.